# Stefkowski Potok
Stefkowski Potok (słow. Štefkovský potok) – potok na Słowacji, lewy dopływ Zimnej Wody Orawskiej. Powstaje u podnóża Tatr Zachodnich. na wysokości około 880 m, z wypływów krasowych. Wypływy te zasilane są m.in. przez zanikającą przy polanie Brestowa w ponorze część wód Zimnej Wody. Wody te przepływają przez Jaskinię Brestową i wypływają po zachodniej stronie polany Brestowa. Stefkowski Potok zasilany jest także przez wody przenikające podziemnymi przepływami z Doliny Wolarskiej i doliny Mącznicy.
Stefkowski Potok spływa w zachodnim kierunku Kotliną Zuberską, równolegle do Zimnej Wody i w niedużej od niej odległości. Ma jeden lewy dopływ – niewielki potok spływający dolinką pomiędzy Przełazem a Madajką. Na zachodnim końcu Stefkowskiego Lasu koryto Stefkowskiego Potoku rozdwaja się; część wód płynie w północno-zachodnim kierunku, uchodząc do Zimnej Wody (na wysokości około 800 m), część w południowo-zachodnim, uchodząc do Przybyskiego Potoku. To drugie koryto zostało sztucznie przekopane. Sztucznie regulowano też przepływ wody Stefkowskim Potokiem. Najpierw na potrzeby tartaku w Zubercu zwiększano ilość wody nim płynącej, później, by ułatwić badanie Jaskini Brestowej, odcięto dopływającą do niej wodę, tym samym zmniejszając przepływ wody Stefkowskim Potokiem.